# مجتبی شمسی‌پور
مجتبی شمسی‌پور (۱۳۲۸، کرمانشاه) شیمی‌دان ایرانی، رئیس انجمن شیمی ایران، استاد تمام شیمی و عضو هیئت علمی دانشگاه رازی کرمانشاه، چهره ماندگار شیمی در دومین همایش چهره‌های ماندگار (۱۳۸۱) و
برگزیده جایزه علمی علامه طباطبایی بنیاد ملی نخبگان (۱۳۹۰) است. او عضو پیوسته فرهنگستان علوم نیز می‌باشد.

## زندگی
مجتبی شمسی‌پور در سال ۱۳۲۸ در کرمانشاه متولد شد. تحصیلات خود را تا پایان دیپلم در کرمانشاه به پایان برد. در سال ۱۳۵۲ موفق به دریافت لیسانس شیمی از دانشگاه صنعتی شریف شد. وی گرایش شیمی تجزیه را انتخاب کرد و در سال ۱۳۵۴ موفق به گرفتن فوق لیسانس در دانشگاه صنعتی شریف شد. سپس برای دریافت دکترای شیمی تجزیه به آمریکا عزیمت کرد و در سال ۱۳۵۸ موفق به دریافت دکترا از دانشگاه ایالتی میشیگان گردید. در سال ۱۳۷۱ به رتبه استادی در ایران ارتقا یافت. برنده جایزه کتاب سال ۱۳۶۸ ایران، برنده جایزه جشنواره خوارزمی در سال ۱۳۷۰ در علوم محض، شیمیست برگزیده انجمن شیمی ایران در سال ۱۳۷۴، برنده جایزه کامستک (سازمان کشورهای اسلامی) در سال ۱۳۶۷، محقق برگزیده و خاص وزارت علوم در سال ۱۳۷۹، برنده جایزه شیمی همایش چهره‌های ماندگار در سال ۱۳۸۱ و دریافت نشان لیاقت در پژوهش از رئیس‌جمهور در سال ۱۳۸۱ و … بخشی از موفقیتهای شمسی پور است.

## فعالیت‌ها
- ریاست دانشگاه الزهرا در سال ۱۳۶۰[۴]
- تدریس در دانشگاه شیراز و برگزیده شدن به عنوان استاد نمونه دانشگاه‌های ایران در سال ۱۳۷۳
- تدریس در دانشگاه تربیت مدرس کرمانشاه
- تدریس در دانشگاه رازی کرمانشاه
- عضویت در انجمن‌های شیمی آمریکا، ایران و پاکستان
- عضویت در فرهنگستان علوم جمهوری اسلامی ایران[۵]

## افتخارات
- برنده جایزه شیمی سال ۲۰۰۶ آیسسکو و انتخاب به عنوان برترین دانشمند جهان
- برگزیده شدن به عنوان چهره ماندگار عرصه شیمی در دومین همایش چهره‌های ماندگار در سال ۱۳۸۱
- برگزیده جایزه علمی علامه طباطبایی بنیاد ملی نخبگان (۱۳۹۰)
- برنده جایزه البرز در سال ۱۳۹۳ به عنوان دانشمند برتر
- محقق برجسته وزارت علوم و دریافت جوایز کتاب سال جمهوری اسلامی و کتاب برگزیده دانشگاه‌های ایران[۵]